# Haloxylon
Haloxylon Bunge ex E.Fenzl è un genere che raggruppa alcuni arbusti o piccoli alberi appartenenti alla famiglia Amaranthaceae.

## Etimologia
Il nome Haloxylon deriva dalle parole greche halo, «salino», e xylon, «albero», e significa «albero del sale», e si riferisce tanto ai luoghi dove cresce, quanto all'accumulo di sale nelle piante.
Le specie appartenenti a questo genere sono note con il nome comune di saxaul, talvolta scritto anche sacsaoul o saksaul, dal russo саксаул (saksaul), a sua volta derivato dal kazako сексеуiл (seksewil).

## Descrizione
Le specie del genere Haloxylon sono arbusti o piccoli alberi alti 1–8 m (raramente fino a 12), con un tronco sottile e molti rami. I rami dell'anno corrente sono verdi, eretti o penduli. Le foglie sono ridotte a piccole scaglie. Le infiorescenze sono costituite da brevi germogli sui rami dell'anno precedente. I fiori sono molto piccoli, sia più lunghi o più corti delle brattee, bisessuali o maschili. I due stigmi sono molto corti. Nel frutto, i segmenti del perianzio sviluppano ali che si aprono. Il frutto con le ali spiegate misura circa 8 mm di diametro. Il seme ha un diametro di circa 1,5–2 mm.

## Distribuzione e habitat
Il genere Haloxylon è diffuso in Asia sud-occidentale e centrale, dall'Egitto fino alla Mongolia e alla Cina (Xinjiang e Gansu), dove cresce in ambienti sabbiosi (specie psammofila).
Nei deserti dell'Asia centrale, al saxaul è associato un gran numero di uccelli, compreso una che a questa pianta deve il nome, il passero del saxaul (Passer ammodendri).

## Tassonomia
Il genere Haloxylon comprende le seguenti specie:
- Haloxylon ammodendron (C.A.Mey.) Bunge ex Fenzl
- Haloxylon gracile (Aellen) Hedge
- Haloxylon griffithii (Moq.) Boiss.
- Haloxylon multiflorum (Moq.) Bunge ex Boiss.
- Haloxylon negevensis (Iljin & Zohary) Boulos
- Haloxylon persicum Bunge ex Boiss. & Buhse
- Haloxylon salicornicum (Moq.) Bunge ex Boiss.
- Haloxylon schmittianum Pomel
- Haloxylon scoparium Pomel
- Haloxylon tamariscifolium (L.) Pau
- Haloxylon thomsonii Bunge ex Boiss.